# The Accüsed
A The Accüsed egy amerikai crossover thrash/hardcore punk kéttagú együttes. 1981-ben alakult meg a washingtoni Oak Harborban. A nevük az „accused” (megvádoltak) szó, egy heavy metal umlauttal. 1981-től 1992-ig működtek, majd 2003-tól napjainkig. 1992-ben azért oszlottak fel, mert a tagok más, hasonló jellegű együttesekbe mentek zenélni. Az együttes kabalája Martha Splatterhead, aki egy zombi. A zenekar stílusát "splattercore" névvel illeti.

## Diszkográfia
- 1981: Brain Damage 1 (demó)
- 1982: Brain Damage 2 (demó)
- 1983: Please Pardon Our Noise, It Is the Sound of Freedom (The Accüsed/The Rejectors split lemez)
- 1985: Martha Splatterhead (középlemez)
- 1986: The Return of Martha Splatterhead (nagylemez)
- 1987: More Fun Than an Open Casket Funeral (nagylemez)
- 1987: 38 Song Archives Tapes 1981-86
- 1988: Martha Splatterhead's Maddest Stories Ever Told (nagylemez)
- 1988: Hymns for the Deranged (nagylemez)
- 1990: Grinning Like an Undertaker (nagylemez)
- 1991: Straight Razor (középlemez)
- 1992: Splatter Rock (nagylemez)
- 2006: Oh Martha! + Baked Tapes (dupla nagylemez)
- 2006: 34 Song Archives Tapes 1981-86
- 2007: Why Even Try? (középlemez)
- 2009: The Curse of Martha Splatterhead (nagylemez)